# Tomas Oppus
Tomas Oppus (Bayan ng Tomas Oppus) är en kommun i Filippinerna. Kommunen ligger på ön Leyte, och tillhör provinsen Södra Leyte. Folkmängden uppgår till 14 930 invånare.

## Barangayer
Tomas Oppus är indelat i 30 barangayer.
| - Anahawan - Banday (Pob.) - Bogo (Pob.) - Cabascan - Camansi - Cambite - Canlupao - Carnaga - Cawayan - Hinagtikan - Hinapo - Hugpa - Iniguihan - Looc - Maanyag | - Maslog - Ponong - Rizal - San Isidro - San Miguel - Tinago - Biasong - Higosoan - Mag-ata - San Antonio(Calayugan) - San Roque - Luan - Mapgap - San Agustin(Lutaw) - Zervanda |